# امامزاده دال ذال
امامزادگان ابراهیم و حذیفه (مسجد دال ذال) مربوط به دوره قاجار است و در تبریز، خیابان فردوسی، کوچه عین الدوله ۵، محله مهاد مهین واقع شده و این اثر در تاریخ ۵ تیر ۱۳۸۴ با شمارهٔ ثبت ۱۱۹۸۴ به‌عنوان یکی از آثار ملی ایران به ثبت رسیده است.